# Aleshia Brevard
Aleshia Brevard (9 de dezembro de 1937 – 1 de julho de 2017) foi uma autora e atriz americana de teatro, cinema e televisão. Ela trabalhou como animadora, atriz, modelo, coelhinha da Playboy, professora de teatro e autora. Ela também passou por um dos primeiros procedimentos de cirurgia de redesignação sexual realizados nos Estados Unidos. Brevard viveu sua vida fora da comunidade transgênero mais ampla e, como resultado, ela não foi publicamente identificada como transgênero até publicar suas memórias em seus últimos anos.

## Juventude
Brevard nasceu em Erwin, Tennessee, em 9 de dezembro de 1937, crescendo em uma família religiosa em uma parte rural do centro do Tennessee. Ela era próxima de sua mãe. Brevard sempre se sentiu diferente das outras crianças, como uma menina por dentro, e orava todas as noites para acordar uma menina. Sua adolescência foi estranha e, depois de uma decepção romântica no ensino médio, ela partiu logo após a formatura para a Costa Oeste.

## São Francisco e transição
Terminando em São Francisco, Brevard encontrou um emprego como imitadora feminina no Finocchio's Club em São Francisco sob o nome artístico de Lee Shaw no início dos anos 1960, fazendo impressões de Marilyn Monroe, eventualmente alcançando renome suficiente que a própria Marilyn compareceu à apresentação.
Brevard começou sua transição aos 21 anos, sob os cuidados do famoso especialista em gênero Harry Benjamin, no final dos anos 1950. Por recomendação de Benjamin, Brevard foi submetida ao procedimento cirúrgico de redesignação na Westlake Clinic de Los Angeles, sob os cuidados do cirurgião Elmer Belt.
Brevard mais tarde trabalhou como stripper em Reno e como coelhinha da Playboy.

## Educação
Após um ano de recuperação pós-cirurgia, ela se matriculou como estudante na Middle Tennessee State University para cursar graduação. Nesse período, ela ficou mais confortável com sua feminilidade, casou-se e teve aulas. Isso foi numa época em que ela trabalhava como atriz, viajando pelos Estados Unidos fazendo teatro e trabalhando no cinema ou na televisão. Ela se tornou membro de sindicatos de Hollywood, e, finalmente, obteve seu mestrado em Teatro pela Middle Tennessee State.
Através de Benjamin, Brevard tornou-se amiga no final dos anos 1950 e 1960 com outras pacientes transexuais seus, incluindo Charlotte Frances McLeod e Kathy Taylor, e elas se tornaram uma rede de apoio uma para a outra. Almoçavam com Benjamin, a quem consideravam um mentor e amigo paterno.

## Atitude em relação ao gênero
A de Brevard foi uma das primeiras transições médicas e ocorreu antes do termo transgênero ser cunhado e antes de haver uma comunidade transgênero em São Francisco.
Brevard não se identificou como mulher trans no início de sua vida e muitas vezes desviou de perguntas. Seus maridos não sabiam que ela havia feito a transição. No entanto, ela decidiu mudar porque percebeu que estava negando sua própria história pessoal. Depois que seu livro de memórias foi publicado em 2001, ela começou a ser rotulada de "escritora transexual" e "atriz transexual". Como ela afirmou em seu segundo livro: "Fui rotulada - forçada a assumir um molde transexual".
“Profissionalmente, tanto como atriz de cinema/teatro e, mais tarde, como professora universitária de teatro, minha vida foi vivida fora da comunidade de gênero. Só depois de publicar duas memórias, quando tinha 60 e 70 anos, é que ouvi pela primeira vez o termo 'transgênero' e tomar conhecimento da agenda declarada da comunidade", disse ela em uma entrevista em 2013. Ela também disse em abril de 2017: "Eu não passei pela redesignação de gênero para ser rotulada de transexual. Vejo isso como uma fase estranha que passei - como uma adolescência realmente dolorosa. Nem penso em mim agora em termos de transexual. Isso é algo que experimentei e (algo) que fui.
"Para mim, assim como para minhas primeiras irmãs, o objetivo nunca foi viver com um 't' antes de nossos nomes. Nosso objetivo era misturar-nos tão completamente que as coisas misturadas não pudessem ser reconhecidas. Foi uma escolha, não feita porque sentíamos alguma vergonha da nossa história transexual, mas porque o nosso objetivo sempre foi viver plenamente como as mulheres que nascemos para ser."
No livro Bodies in the Making: Transgressions and Transformations (2006) de Nancy N. Chen, Brevard é entrevistada por Mary Weaver discutindo temas como gênero, redesignação de gênero, a importância da história pessoal e transformação pessoal.

## Screaming Queens: The Riot at Compton's Cafeteria
Em 2005, Brevard apareceu no documentário de Susan Stryker, Screaming Queens: The Riot at Compton's Cafeteria. O documentário investigou uma rebelião que eclodiu na Compton's Cafeteria, um restaurante popular no distrito de Tenderloin, em São Francisco, em 1966. A rebelião antecedeu a Rebelião de Stonewall em três anos, levando a avanços importantes no ativismo transgênero.
O papel de Brevard, no Tenderloin e no documentário, lançou uma luz sobre as mulheres trans que "passaram" mais do que outras mulheres trans, e a diferenciação do tratamento que Brevard recebeu em relação às outras entrevistadas. Como Brevard se apresentava de forma mais afeminada, mesmo antes de sua transição, ela não achou difícil construir uma vida para si mesma em comparação com suas colegas, pois foi contratada como artista no Tenderloin.

## Vida posterior
Após seu trabalho na televisão e no cinema, ela retornou ao Tennessee e recebeu seu mestrado em Artes Teatrais pela Middle Tennessee State University. Ela conheceu seu primeiro marido no Tennessee e teve outros casamentos, que, segundo sua irmã, não deram certo. Ela retornou à Califórnia no final da década de 1990, estabelecendo-se fora de Santa Cruz, Califórnia, com um velho amigo, encontrando trabalho como professora substituta e fazendo teatro comunitário.
Aleshia Brevard morreu em casa em Scotts Valley, Califórnia, em 1 de julho de 2017, aos 79 anos.

## Obras
- Brevard, Aleshia (15 de fevereiro de 2001). Woman I Was Not Born to Be: A Transsexual Journey. Philadelphia: Temple University Press. ISBN 978-1-4399-0527-2. OCLC 884015871
- Brevard, Aleshia (1 de março de 2015) [1st pub 2010]. The Woman I Was Born to Be. [S.l.]: Aleshia Brevard. ISBN 978-0-9961344-2-2. OCLC 710814756
- Brevard, Aleshia (7 de outubro de 2015). Bilbo's Bend. [S.l.]: Aleshia Brevard. ISBN 978-0996134446

## Cinema e televisão
| Ano  | Título                                            | Tipo      | Personagem                           | Notas |
| ---- | ------------------------------------------------- | --------- | ------------------------------------ | --- |
| 1969 | The Red Skelton Show                              | Televisão |                                      | Estreia na TV; múltiplas aparições                                                                                   |
| 1969 | The Love God?                                     | Filme     | Sherry (uma das "gatinhas do pavão") | |
| 1969 | The Female Bunch                                  | Filme     | Sadie                                | |
| 1970 | Bigfoot                                           | Filme     |                                      | |
|      | One Life to Live                                  | Televisão | Tex                                  | soap opera e série de TV da ABC                                                                                      |
| 1970 | The Partridge Family                              | Televisão | Garçonete de coquetéis               | |
|      | The Dean Martin Show                              | Televisão |                                      | |
| 1972 | Night Gallery                                     | Televisão | Recepcionista robô                   | Segmento "You Can't Get Help Like That Anymore"                                                                      |
| 1979 | Legends of the Superheroes                        | Televisão | Giganta                              | |
| 1980 | The Man with Bogart's Face                        | Filme     | Mãe, a senhoria                      | Um thriller de comédia                                                                                               |
|      | Smokey and the Judge                              | Filme     | Wally Lewis                          | |
| 1981 | Hard Country                                      | Filme     | Senhora Snoopy                       | |
| 1981 | American Pop                                      | Filme     | Voz de "Showgirl #2" por Brevard     | Um filme de drama musical de animação adulto                                                                         |
| 2005 | Screaming Queens: The Riot at Compton's Cafeteria | Filme     |                                      | Um documentário que apresenta Brevard como uma artista drag falando sobre como o drag abriu portas de oportunidades. |

## Teatro
| Ano | Título do espetáculo de teatro              | Personagem                  | Localização   | Notas                         |
| --- | ------------------------------------------- | --------------------------- | ------------- | ----------------------------- |
|     | Move Over Ms. Markham                       | Joanna Markham              |               |                               |
|     | Gingerbread Lady                            | Evy Meara                   |               |                               |
|     | O Pecado Mora ao Lado                       | A garota do andar de cima   |               |                               |
|     | The Shadow Box                              | Beverly                     |               |                               |
|     | Flores de Aço Truvy Jones, dona de um salão | Off-Broadway em Nova Iorque |               |                               |
|     | The Night of the Iguana                     | Maxine Faulk                |               |                               |
|     | Ruthless! The Musical                       | Emily Green                 | Chicago       | Um show com duração de um ano |
|     | Sonho de uma Noite de Verão                 | Hipólita                    | Globe Theater |                               |
|     | Subject to Change                           | Madeline Bassett            |               |                               |